# Fernando José de Portugal e Castro
Fernando José de Portugal e Castro (Lisboa, 4 de dezembro de 1752 — Rio de Janeiro, 24 de janeiro de 1817), primeiro conde de Aguiar e segundo marquês de Aguiar, foi o 14º vice-rei do Brasil e também governador da Bahia de 1788 a 1801 e ministro do Príncipe Regente D. João. Formado em Direito pela Universidade de Coimbra, seguiu a carreira da magistratura, tendo servido no Tribunal da Relação de Lisboa e na Casa da Suplicação. Assumiu a pasta do Reino no governo formado depois da chegada da família real ao Rio de Janeiro.

## Biografia
Como governador da Bahia, foi parcialmente responsabilizado pela carestia alimentar que passou a assolar a cidade como decorrência destas medidas em um quadro de tensão social, agravado pela forte presença na cidade de escravos e forros, criando a conjuntura ideal para a chamada Conjuração Baiana em 1798. Circularam panfletos com denúncias sobre a péssima condição dos negros. O governador ordenou a identificação dos envolvidos. Em 1798 foram presas 47 pessoas acusadas, a maioria  mulatos, dos quais nove eram escravos. Em outubro, informou Lisboa da conjura. Em carta a D. Rodrigo de Sousa Coutinho, informou que a conspiração era obra de gente de péssima conduta e falta de religião, não havendo participado pessoas de consideração. Ainda assim, julgava prudente devassa à vista do exemplo semelhante – citando o caso de Minas Gerais, tão recente. D. Rodrigo entretanto fora informado por outros canais de que pessoas de boa condição social se achavam envolvidas, o que atribuiu à frouxidão do governo na Bahia. Ordenou inquérito e que o governador punisse os culpados. O governador achou a reprimenda injusta, ressentiu-se com a acusação de incúria, sabendo que o desejo de liberdade era distinto daqueles associados aos ideais da França jacobina.
Foi vice-rei do Brasil de 14 de outubro de 1801 a 14 de outubro de 1806. Ao encerrar seu vice-reinado, regressou a Portugal. Depois veio com a corte para o Rio de Janeiro, ocupando cargo de encarregado dos Ministérios da Guerra e dos Negócios Estrangeiros, Presidente do Real Erário, membro do Conselho da Fazenda. Sua isenção e honradez ficaram proverbiais. Morreu em tal estado de pobreza que nem deixou dinheiro suficiente para o custeio do funeral. Foi sepultado, na tarde do dia 25, na Igreja de São Francisco de Paula, num carneiro da ordem de São Francisco de Paula.
Autor das meticulosas Observações feitas em 1804 ao Regimento trazido em 1677 pelo governador-geral Roque da Costa Barreto, documento que, na opinião do historiador Hélio Viana, constitui não só uma crítica bem feita à administração colonial, valioso conjunto de oportunas sugestões para seu melhoramento, em todos os setores.  Em seu governo foi introduzido o uso da vacina no Brasil. Na Bahia promoveu o cultivo da pimenta e atuou contra o controle dos preços da carne e da farinha de mandioca.
Em 1808 recebeu a comenda da Ordem da Torre e Espada e ingressou nos quadros militares como capitão da 7ª Companhia do 3° Regimento de Infantaria da guarnição da Corte.

### Dados genealógicos
Seu pai, Dom José de Portugal e Castro, nasceu em Lisboa em 1706 e morreu em Lisboa em 1775, sendo o 3º marquês de Valença. Este tinha casado em Lisboa em 1728 com Luísa de Lorena Teles da Silva (nascida em 1712), de quem nasceram diversos filhos, entre eles seu irmão e sogro, Dom Afonso (Lisboa 1748-1802) conde de Vimioso e marquês de Valença, governador da Bahia, casado em 1778 em Lisboa com Maria Teles da Silva (1758-1824).
Casou-se no Rio de Janeiro com sua a sobrinha  direita, Maria Francisca de Portugal e Castro (nascida em Lisboa em 1782), dama da Rainha de Portugal D. Maria I de Portugal e camareira da Princesa, depois imperatriz do Brasil, D. Leopoldina de Habsburgo. Não deixaram descendência.

### Títulos
Feito conde de Aguiar por carta régia de 17 de Dezembro de 1808, da rainha D. Maria I de Portugal e marquês de Aguiar em 1813.